# Shifting
| Recensione | Giudizio |
| ---------- | -------- |
| AllMusic   |          |

Shifting è il secondo album studio del gruppo musicale italiano At the Soundawn, pubblicato nel 2010.

## Tracce
1. Mudra: In Acceptance and Regret – 7:51
2. 7th Moon – 4:22
3. Caofedian – 7:08
4. Drifting Lights – 4:01
5. Black Waves – 7:55
6. Hades – 5:08
7. Prometheus Bring Us the Fire – 9:16

## Formazione
- Luca De Stefano - voce
- Andrea Violante - chitarra
- Matteo Bassoli - chitarra
- Alessio Bellotto - basso
- Enrico Calvano - batteria